# Make Heroine ga Ōsugiru!
Make Heroine ga Ōsugiru! (負けヒロインが多すぎる！?   lit. ¡Demasiadas heroínas perdedoras!), también conocida de forma abreviada como Makeine (マケイン?) o en inglés como Makeine: Too Many Losing Heroines!, es una serie de novelas ligeras japonesas escritas por Takibi Amamori  e ilustradas por Imigimuru. La historia tiene lugar en Toyohashi, Aichi, de donde proviene Amamori. Comenzó a publicarse bajo el sello Gagaga Bunko de Shogakukan en julio de 2021. Una adaptación de manga ilustrada por Itachi comenzó a serializarse en el sitio web Ura Sunday de Shogakukan y en la aplicación MangaONE en abril de 2022. Una adaptación de la serie al anime de A-1 Pictures se estrenó en julio a septiembre de 2024. Se ha anunciado una segunda temporada.

## Argumento
La historia sigue a Kazuhiko Nukumizu, un chico callado en la escuela. Por casualidad, él es testigo del rechazo de Anna Yanami, una de las chicas populares de su clase, por parte de su amigo de la infancia, lo que les lleva a estrechar lazos. Este suceso desencadena una serie de encuentros entre Kazuhiko y otras chicas de la escuela que también han sido rechazadas, al igual que Anna.

## Personajes
Kazuhiko Nukumizu (温水 和彦 Nukumizu Kazuhiko?)
 Seiyū: Shūichirō Umeda
Estudiante de primer año de preparatoria. Es un otaku al que le gusta leer novelas ligeras. No tiene amigos, pero eso no le preocupa: es un solitario optimista. Al presenciar el rechazo amoroso de Anna Yanami, ambos se vuelven cercanos.
Es una persona algo densa, realista, directa y, aunque sea ajeno a los problemas de los demás, termina siendo un punto clave para resolver dichos problemas y se convierte en un punto de apoyo para las "heroínas perdedoras". Es consciente de cuándo es el momento adecuado para decir algo y cuándo es que debe guardar sus comentarios para sí mismo.
Las personas que lo conocen, al principio se hacen una idea algo "prejuiciosa" sobre él. Pero conforme lo van conociendo, se van haciendo idea del tipo de persona que es y lo confiable que puede llegar a ser. Pero siempre coincidiendo en que: "Hay una parte que no les gusta de él" (esto por lo denso y despistado que puede llegar a ser).
Anna Yanami (八奈見 杏菜 Yanami Anna?)
 Seiyū: Hikaru Tōno
Estudiante de primer año de preparatoria y compañera de clase de Kazuhiko. Es una persona alegre y encantadora que es popular en su clase, pero hay un lado de ella que está un poco fuera de lugar. Tras ser rechazada por su amigo de la infancia, Anna comienza a estrechar lazos con Kazuhiko. Es una glotona y a menudo se la ve comiendo, a tal punto de comer casualmente porciones de la comida de Kazuhiko después de terminar la suya, a veces dejándolo sin nada. A menudo desahoga sus frustraciones románticas con Kazuhiko, y esto se convierte en uno de los principales factores para que desarrollen una amistad. E incluso usa esto como excusa para alejarse de la relación de Sosuke y Karen, así como de las preocupaciones de sus padres. Posteriormente, ella frecuentemente muestra celos por la creciente cercanía y familiaridad de Kazuhiko con otras chicas, y constantemente le recuerda que "no se adelante". 
Lemon Yakishio (焼塩 檸檬 Yakishio Lemon?)
 Seiyū: Shion Wakayama
Compañera de clase de Kazuhiko y as del club de atletismo. Ella posee una personalidad inocente y es muy enérgica. Le encanta correr, pero no es muy buena en los estudios. A igual que Anna, Lemon está enamorada de su amigo de la infancia, Mitsuki Ayano, que ya tiene novia.
Chika Komari (小鞠 知花 Chika Komari?)
 Seiyū: Momoka Terasawa
Miembro femenino de primer año del club de literatura. Es una estudiante sencilla, con una personalidad tímida. Comparte gusto por las novelas BL con su senpai Koto, no es buena hablando con la gente y al igual que Kazuhiko, no tiene amigos. Está enamorada desde hace mucho tiempo de Shintarō Tamaki, quien no se ha enterado de nada debido a que ella no pudo confesárselo antes.
Kaju Nukumizu (温水 佳樹 Nukumizu Kaju?)
 Seiyū: Minami Tanaka
La linda hermana menor de Kazuhiko y miembro del consejo estudiantil de la secundaria Momozono. A ella le preocupa que su hermano mayor no tenga amistades.
Es algo obsesiva en cuanto a las relaciones que conforman las "posibles amistades" de su hermano. Siempre queriendo someter a una rigurosa y detallada entrevista a las chicas con las que su hermano se va relacionado, pero que este último, suele detener rápidamente.
Es claro que tiene algún tipo de sentimiento complejo sobre su hermano mayor, aunque todo el tiempo dice que lo esta apoyando y administrando un posible noviazgo con alguna chica. Pero conforme avanza la novela, se va dejando ver con aún más claridad los sentimientos que guarda en secreto en su corazón.
Koto Tsukinoki (月之木古都 Tsukinoki Koto?)
 Seiyū: Atsumi Tanezaki
Estudiante de tercer año de preparatoria y vicepresidenta del club de literatura. Amiga de la infancia de Tamaki. Le encantan las novelas BL, donde hay muchas escenas en las que fantasea. Se lleva bien con Komari, es una persona amigable y mantiene unido al equipo. Shintarō siente algo por ella y recientemente Koto se convirtió en su novia. Posee un parecido físico con Mari Illustrious Makinami, personaje de la serie de películas Rebuild of Evangelion.
Shintarō Tamaki (玉木慎太郎 Tamaki Shintarō?)
 Seiyū: Yūsuke Kobayashi
Un estudiante de tercer año de preparatoria que es el presidente del club de literatura. Es amigo de la infancia de Koto, la vicepresidenta, aunque después se enamora de ella. Actualmente publica sus trabajos literarios en un sitio de publicación de novelas. Es muy afectuoso y se preocupa por su kouhai, Komari.
Sousuke Hakamada (袴田 草介 Hakamada Sousuke?)
 Seiyū: Ryōta Ōsaka
Compañero de clase de Kazuhiko y amigo de la infancia de Anna. Es apuesto y tiene una personalidad brillante y se destaca en clase. Cuando eran niños, Sousuke y Anna prometieron casarse y estar juntos, pero tras conocer a Karen Himemiya, Sosuke termina rechazando a Anna para iniciar una relación con Karen.
Karen Himemiya (姫宮華恋 Himemiya Karen?)
 Seiyū: Azumi Waki
Compañera de clase de Kazuhiko, amiga de Anna y novia de Sousuke. A pesar de ser amigas, Anna está celosa de Karen por tener senos grandes y por haberle "robado" a Sousuke. Kazuhiko describe a Karen como "una chica hermosa con la sensación de ser una verdadera heroína".
Yumeko Shikiya (志喜屋 夢子 Shikiya Yumeko?)
 Seiyū: Chika Anzai
Es una estudiante de segundo año de la escuela secundaria Tsuwabuki y también la secretaria del Consejo Estudiantil. Es una hermosa chica con cabello castaño claro, largo, rizado y un tanto desordenado, y posee un enorme busto. Yumeko es mejor descrita como una "chica zombi". Por lo general, tiene una mirada vacía en su rostro y no parpadea mucho. Tiende a hablar de manera lenta y concisa debido a su personalidad de baja energía, y tiene una forma de hablar muy directa y brusca, que incluye pocas palabras. Posee unas excelentes notas en los exámenes. Se da a entender que Yumeko tiene interés en ambos géneros, ya que se ha demostrado que tiene interacciones muy íntimas con personajes como Koto, Nukumizu, Tiara y Chika.
Mitsuki Ayano (綾野 光希 Ayano Mitsuki?)
 Seiyū: Chiaki Kobayashi
Otro compañero de clase de Kazuhiko, amigo de la infancia y amor platónico de Lemon. No corresponde a los sentimientos de Lemon porque ya tiene novia y siempre ha pensado que no sería el indicado para ella.
Chihaya Asagumo (朝雲 千早 Asagumo Chihaya?)
 Seiyū: Reina Ueda
Otra compañera de clase de Kazuhiko que es la novia de Mitsuki.
Hibari Hokobaru (放虎原 ひばり Hōkobaru Hibari?)
 Seiyū: Hiroki Nanami
Es una estudiante de segundo año de la escuela secundaria Tsuwabuki y la presidenta del consejo estudiantil. También es prima del tesorero del consejo estudiantil, Hiroto Sakurai. A pesar de ser una mujer alta, de apariencia galante y digna, Hibari tiene una personalidad sorprendentemente torpe que contrasta con su primera impresión. A menudo se muestra distraída y es totalmente inepta en ciertas tareas mundanas, como cocinar y preparar té. Hibari también tiene algunos gustos anticuados: canta una canción muy antigua en un lugar de karaoke y tiene interés en el shogi, el go y el hanafuda debido a que los jugaba mientras crecía.
Tiara Basori (馬剃 天愛星 Basori Tiara?)
 Seiyū: Sumire Morohoshi
Es una estudiante de primer año de la escuela secundaria Tsuwabuki y también la vicepresidenta del consejo estudiantil. Tiara es muy estricta con las reglas de la escuela, a tal punto de no comer nada después de clases y realizar controles en las pertenencias de los estudiantes para encontrar artículos que violen las reglas escolares o la moral pública. Sin embargo, debajo de su estricto exterior, es fácilmente excitable, a menudo saca conclusiones precipitadas y es alguien que es propenso a dejarse llevar por desarrollos inesperados o volátiles, lo que la lleva a ser objeto de burlas por parte de Yumeko Shikiya, pero son cercanas a pesar de eso. Ella tiene en alta estima a la presidenta del consejo estudiantil Hokobaru e incluso tiene varias fotos de ella en su celular. Después de leer un doujinshi confiscado a Koto Tsukinoki, parece que ella ha tomado un gran interés en el mundo de BL, y con frecuencia sufre de hemorragia nasal como resultado de la sobreestimulación de sus fantasías cada vez más absurdas. A ella no le gusta que la llamen por su nombre y a menudo regaña a Kazuhiko Nukumizu por hacer eso.
Konami Amanatsu (甘夏 古奈美 Amanatsu Konami?)
 Seiyū: Sumire Uesaka
Es la profesora titular de la clase de Kazuhiko Nukumizu que enseña Historia. Solía ser compañera de clase de Sayo Konuki cuando estaban en la secundaria. Es una profesora torpe. Siempre se queja de no tener novio y es bastante celosa de Sayo, que es muy popular entre los hombres. También es muy olvidadiza, como se muestra cuando se olvida constantemente de que Kazuhiko es su estudiante.
Sayo Konuki (小抜 小夜 Konuki Sayo?)
 Seiyū: Chiwa Saitō
Es la enfermera de la escuela secundaria Tsuwabuki. Solía ser compañera de clase de Konami Amanatsu y es una exalumna de Tsuwabuki. A ella le gusta las relaciones amorosas entre los estudiantes e incluso graba en secreto sus conversaciones para escucharlas más tarde y ver qué estudiante está interesado en otro. Más tarde se convierte en la Asesora del Club de Literatura de la Escuela Secundaria Tsuwabuki.

## Contenido de la obra

### Novela ligera
La novela fue escrita por Takibi Amamori e ilustrado por Imigimuru, Make Heroine ga Ōsugiru! comenzó a publicarse bajo el sello Gagaga Bunko de Shogakukan el 21 de julio de 2021. Se publicaron seis volúmenes hasta el 18 de diciembre de 2023.
El 11 de julio de 2023, la cuenta oficial de Twitter de la novela ligera anunció que la serie había obtenido la licencia en inglés sin revelar el editor.
Una versión en audiolibro de la serie comenzó el 20 de septiembre de 2023, con las voces de Uzawa Shōtarō, Rina Hon'izumi, Maki Yamaichi, Mei Shibata, Chihiro Shirata, Keaki Watanabe, Shuma Kono, Yurie Igoma, Kiri Kamasawa y Taira Yamauchi, todos los cuales son de 81 Produce. Ha sido lanzado hasta el segundo volumen de la serie.

### Manga
Una adaptación de manga ilustrada por Itachi comenzó a serializarse en el sitio web Ura Sunday de Shogakukan y en la aplicación MangaONE el 29 de abril de 2022. Los capítulos del manga se recopilaron en dos volúmenes de tankōbon a partir del 18 de agosto de 2023.

### Anime
El 14 de diciembre de 2023 se anunció una adaptación de la serie al anime producida por Aniplex. La serie está animada por A-1 Pictures y dirigida por Shōtarō Kitamura, con guiones escritos por Masahiro Yokotani, personajes diseñados por Tetsuya Kawakami y música compuesta por Kana Utatane. Se estrenó el 14 de julio de 2024 en Tokyo MX y otras cadenas. El tema de apertura es "Tsuyogaru Girl" interpretada por BotchiBoromaru con Mossa de Necry Talkie, mientras que los múltiples temas finales se interpretan a continuación: el primero es una versión de "LOVE2000" de Hitomi de Hikaru Tono como su personaje Anna Yanami. Crunchyroll transmitió la serie mundialmente fuera de Asia Oriental. Plus Media Networks Asia obtuvo la licencia de la serie en el Sudeste Asiático.
Según el editor a cargo de la serie de novelas ligeras, Iwaasa, la discusión sobre la adaptación al anime comenzó antes de la publicación del primer volumen de la serie.
Se anunció una segunda temporada durante un evento para la serie de anime el 6 de abril de 2025.